# فيل كينغ (لاعب كرة قدم أمريكية)
فيل كينغ (بالإنجليزية: Phil King)‏ هو لاعب كرة قدم أمريكية أمريكي، ولد في 22 يونيو 1936 في دييرسبورغ في الولايات المتحدة، وتوفي في 18 يناير 1973 في ممفيس في الولايات المتحدة.

## وصلات خارجية
- فيل كينغ على موقع مرجع كرة القدم المحترفة.كوم (الإنجليزية)
- فيل كينغ على موقع قاعة تينيسي للمشاهير الرياضية (الإنجليزية)